# Sberbank
Sberbank Rosii (rusky Сбербанк России; dlouhá verze: сберегательный банк; česky: Ruská spořitelna) je největší ruská banka. Se svou hustou sítí 20 tisíc poboček je v mnohých oblastech Ruska jedinou dostupnou bankou[zdroj?].
Centrální banka Ruské federace drží dvoutřetinový podíl v bance, ostatní akcie jsou obchodovány na akciových trzích. Podle některých odhadů drží mimoruští investoři asi 20% podíl.

## Historie

### Vznik a počátky
I když svůj původ odvozuje od předrevolučních spořitelen fungujících od roku 1841, současná společnost byla založena v roce 1988 v rámci reorganizace sovětského bankovnictví jako spořitelna sbírající vklady od drobných vkladatelů. V roce 1991 byla přeměněna na akciovou společnost a částečně zprivatizována. Dále se zaměřovala na drobnou klientelu a vlastnila asi 50 procent ruských státních dluhopisů. Po ruské finanční krizi v roce 1998 banka ustupovala od investicí do státních dluhopisů a zaměřila se na firemní klientelu, zvláště velké těžařské společnosti.
Koncem 20. století, po privatizaci, byla banka kritizována za nízkou kvalitu služeb, které ale banka v následujících letech expandovala a zlepšila. Kolem roku 2010 byla banka považována za lídry odvětví co se kvality týče.[zdroj?]
Banka v minulosti sponzorovala různé sporty a charity v ruských regionech. Banka také sponzoruje vzdělávací programy, zejména v oblasti finanční gramotnosti.

### Rusko-ukrajinský konflikt
Ukrajinští představitelé roku 2014 obvinili banku z podporování proruských nepokojů. Tato tvrzení však banka zamítla, což potvrdila investigace Ukrajinské národní banky.[zdroj?]
Krátce po ruské invazi na Ukrajinu 2022 byla banka zasažena sankcemi ze strany USA, které ji odřízly od amerického finančního systému a zmrazily její aktiva, jež se amerického finančního systému dotýkala. Počátkem června schválila Evropská unie v rámci 6. sankčního balíčku proti Rusku kromě jiného také odpojení Sberbank a dvou dalších ruských bank od systému SWIFT, který je zprostředkovatelem a vykonavatelem finančních transakcí v mezinárodním platebním styku.

### Úpadek Sberbank Europe AG (2022)
Jednotný výbor pro řešení krizí (SRB) Evropské unie koncem února 2022 rozhodl, že východoevropská divize banky se sídlem ve Vídni Sberbank Europe AG a její dceřiné společnosti v Chorvatsku (Sberbank d.d.) a Slovinsku (Sberbank banka d.d.) jsou v důsledku rychlého zhoršení likvidity pravděpodobně v úpadku. Dále rozhodl o převedení chorvatské Sberbank d.d. na Chorvatskou poštovní banku (Hrvatska Poštanska Banka d.d.) a slovinské Sberbank banka d.d. na Nova ljubljanska banka d.d. V případě rakouské mateřské společnosti Sberbank Europe AG nepřijal SRB žádná opatření, takže úpadková řízení měla nadále probíhat podle vnitrostátních předpisů.

## Sberbank CZ
V roce 2011 Sberbank odkoupila aktiva rakouské Volksbank v Bosně a Hercegovině, Česku, Chorvatsku, Maďarsku, na Slovensku, ve Slovinsku, Srbsku a na Ukrajině. Dohodnutá kupní cena činila 585 až 645 milionů eur (podle hospodářských výsledků společnosti v roce 2011). Transakce zahrnovala i českou Volksbank CZ, a.s., která proto od března 2013 změnila název na Sberbank CZ, a.s. Banky Sberbank ve střední Evropě a na Balkáně (včetně České republiky, ale již bez Slovenska a Ukrajiny) tak on února 2012 spadaly pod Sberbank Europe se sídlem ve Vídni, kterou majoritně vlastnila ruská Sberbank.
Z důvodu ruské invaze na Ukrajinu v únoru 2022 začaly soukromé osoby, firmy a samosprávy v České republice rušit své bankovní účty v této bance. Vzhledem ke skutečnosti, že Sberbank nebyla od 25. února schopna plnit závazky vůči klientům, zahájila 28. února Česká národní banka kroky k odejmutí bankovní licence Sberbank CZ, což nabylo právní moci 30. dubna. Městský soud v Praze počátkem května poslal banku do likvidace.